# 斯提芬·維多利亞
斯提芬·迪索薩·維多利亞（葡萄牙語：Steven de Sousa Vitória；1987年1月11日—）是一名加拿大足球員，司職後衛。

## 生平

### 國家隊生涯
維多利亞曾入選葡萄牙-U19和U-20國青隊，出戰2006年葡語系運動會、2006年歐洲U-19足球錦標賽和2007年國際足協U-20世界盃等比賽。
2012年9月，當時已經25歲，但未曾入選葡萄牙大國家隊的維多利亞決定為出生地加拿大上陣。2016年1月，維多利亞第一次入選加拿大大國家隊集訓營，並參加對陣美國男足的熱身賽。
維多利亞分別在2017年和2021年入選加拿大男足出戰中北美金盃的陣容。